# Ancien Institut pharmaceutique Serono de Rome
L'ancien Institut pharmaceutique Serono est un bâtiment de Rome, situé dans le quartier Prenestino-Labicano, près du pont Casilino.

## Histoire
Premier établissement de chimie-pharmacie de Rome, conçu par l'architecte Antonio Flory, l'Institut pharmaceutique Serono est inauguré le 22 mars 1909, en présence des autorités municipales et de son fondateur, l'entrepreneur turinois Cesare Serono. L'édifice est observable de la piazza del Pigneto que sur la via Casilina. Il est visible du pont Casilino, qui traverse les chemins de fer qui conduisent à la Gare de Termini.
L'Institut national pour les soins médicaux et pharmacologiques Serono est fondé à Turin le 10 mars 1906, par le professeur Cesare Serono. Ce dernier, avec l'aide du président de l'Institut, le prince sénateur Prospero Colonna, est devenu président de l'Union des industriels de la Lazio et, dans les années 1920, a élargi structure de l'usine. Serono a aussi été député à la Chambre au cours des XXVIIIe et XXIXe législatures du royaume d'Italie.
Lors de la Seconde Guerre mondiale, l'usine subit des dommages considérables lors du bombardement de Rome effectué par les Alliés.
En 1977, les activités de l'entreprise Serono sont transférées en Suisse, et l'usine romaine ferme.
Dans les premières années du XXIe siècle, l'ancienne usine est transformée en hôtel.